# Жирафа південна
Південна жирафа (Giraffa giraffa) — вид жираф, що мешкає у Південній Африці. Він походить із Південно-Африканської Республіки, Анголи, Намібії, Ботсвани, Замбії, Зімбабве та Мозамбіку. Вони мають заокруглені або розпливчасті плями, іноді у вигляді зірок. Раніше вважався підвидом єдиного конгломерату виду Giraffa camelopardalis, але новіші дослідження виділяють південну жирафу в окремий вид роду жираф. Приблизна популяція становить 44 500 особин.

## Підвиди
У виду Південна жирафа виділяють два підвиди.
| Підвид                                                                   | Опис | Зображення |
| ------------------------------------------------------------------------ | --- | ---------- |
| Ангольська жирафа (G. g. angolensis), також відома як намібійська жирафа | Ареал цього підвиду знаходиться у південній Намібії, південно-західній Замбії, Боствані та у західному Зімбабве. Цей підвид має великі коричневі плями. Плями на шиї та крижі досить малі. Також представники цього підвиду мають білу пляму на вусі. Близько 13 000 тварин живе у природі та близько 20 — у зоопарках. |            |
| Південноафриканська жирафа (G. g. giraffa)                               | Підвид мешкає у північній частині Південно-Африканської Республіки, південних частинах Ботсвани та Зімбабве та у південно-західному Мозамбіку. Він має темні заокруглені плями, які зменшуються у напрямку до ніг. Близько 31 500 особин живе у природі, близько 45 — у зоопарках.                                      |            |

## Ареал
Південна жирафа мешкає у Південній Африці, Анголі, південній Ботсвані, південному Зімбабве, Замбії та південно-західному Мозамбіку. Після того, як південна жирафа вимерла у декількох місцях, її виявили наново у багатьох частинах Південної Африки, у тому числі у Свазіленді. Вони живуть як на природоохоронних територіях, так і за їхніми межами.
Південні жирафи зазвичай живуть у саванах та лісових масивах, де доступні харчові рослини. Південні жирафи — травоїдні тварини. Вони харчуються листям, квітами, фруктами і пагонами кущів на кшталт акації.

## Загрози
Південні жирафи перебувають поза небезпекою, оскільки їхня популяція зростає. Водночас представники підвиду південноафриканських жираф часто поїдаються трансваальськими левами, особливо у Національному парку Крюгер. Жирафенята також можуть бути з'їдені пардусами, гієнами та південноафриканськими дикими собаками.